# Cho Jin-woong
Cho Jin-woong (Hangul: 조진웅, hancha: 趙震雄, ur. 2 kwietnia 1976) – południowokoreański aktor. Należy do agencji Saram Entertainment.
Cho ukończył Kyungsung University na kierunku Teatr i Film.

## Filmografia

### Filmy
| Rok  | Tytuł                                                | Rola                          |
| ---- | ---------------------------------------------------- | ----------------------------- |
| 2004 | Once Upon a Time in High School                      | Członek gangu Yasaengma       |
| 2004 | Uri hyeong                                           | Doo-shik                      |
| 2006 | Hello Stranger (film krótkometrażowy)                | Yong-gil                      |
| 2006 | Yasu                                                 | Członek gangu Guryongpa       |
| 2006 | Biyeolhan geori                                      | Young-pil                     |
| 2006 | Les Formidables                                      | Detektyw Shin                 |
| 2006 | Pongnyeok sseokeul                                   | Jo Hong-kyu                   |
| 2008 | Last Present                                         | Baek In-chul                  |
| 2008 | My New Partner                                       | Jung Young-chul               |
| 2008 | GP506                                                | Kucharz                       |
| 2008 | Ssang-hwa-jeom                                       | Tae Ahn-gong                  |
| 2008 | Dalkomhan geojismal                                  | Jung Han-sang                 |
| 2009 | Gukgadaepyo                                          | Komentator                    |
| 2009 | Fly, Penguin                                         | Han Chang-soo                 |
| 2009 | Busan                                                | Han Sang-goo                  |
| 2010 | Killing of Game                                      | Viper                         |
| 2010 | Bestseller                                           | Chan-sik                      |
| 2010 | Maenbaleui ggoom                                     | James                         |
| 2011 | Glove                                                | Charles                       |
| 2011 | Gojijeon                                             | Yoo Jae-ho                    |
| 2011 | Perfect Game                                         | Kim Yong-chul                 |
| 2012 | Beomjoewaui jeonjaeng: Nappeunnomdeul jeonseongsidae | Kim Pan-ho                    |
| 2012 | 5 baekmanboolui sanayi                               | Kim Seung-dae                 |
| 2012 | Yonguija X                                           | Jo Min-beom                   |
| 2013 | Man on the Edge                                      | Prokurator Publiczny (cameo)  |
| 2013 | Bun-no-ui Yun-ni-hak                                 | Myung-rok                     |
| 2013 | My Paparotti                                         | Chang-soo                     |
| 2013 | Hwayi: Gwimuleul samkin ahyi                         | Ki-tae                        |
| 2014 | Kkeutkkaji ganda                                     | Park Chang-min                |
| 2014 | Kundo: Minraneui sidae                               | Lee Tae-ki                    |
| 2014 | Myeongryang                                          | Wakisaka Yasuharu             |
| 2014 | Urineun hyeongjeimnida                               | Park Sang-yeon                |
| 2015 | Heosamgwan maehyeolgi                                | Pan Ahn                       |
| 2015 | Foulball                                             | Narrator filmu dokumentalnego |
| 2015 | Jang-su sahnghoe                                     | Jang-soo                      |
| 2015 | Zabójstwo                                            | Chu Sang-ok                   |
| 2016 | Służąca                                              | Wuj Kouzuki                   |
| 2016 | Sanyang                                              | Park Dong-geun                |
| 2016 | Gukgadaepyo 2                                        | Komentator                    |
| 2017 | Haebing                                              | Byun Seung-hoon               |
| 2017 | Boangwan                                             | Jong-jin                      |
| 2017 | Daejang Kim Chang-soo                                | Kim Chang-soo                 |

### Telewizja
| Rok  | Tytuł                   | Rola          | Stacja telewizyjna |
| ---- | ----------------------- | ------------- | ------------------ |
| 2007 | Romance Hunter          | Park Cheol-gi | tvN                |
| 2008 | Gwageoleul mudji maseyo | Bae Yoon-goo  | OCN                |
| 2008 | Lottery Trio            | Dyrektor Park | KBS N              |
| 2009 | Sol yakgukjip adeuldeul | Brutus Lee    | KBS2               |
| 2009 | Yeolhyeol jangsaggun    | Lee Soon-gil  | KBS2               |
| 2010 | Łowcy niewolników       | Kwak Han-seom | KBS2               |
| 2010 | Sinira beulriun sanai   | Jang-ho       | MBC                |
| 2010 | Yokmangeui bulkkot      | Kang Joon-goo | MBC                |
| 2011 | Sarangeul mideoyo       | Kim Chul-soo  | KBS2               |
| 2011 | Ppuri gipeun namu       | Moo-hyul      | SBS                |
| 2014 | Taeyangeun gadeukhi     | Park Kang-jae | KBS2               |
| 2016 | Signal                  | Lee Jae-han   | tvN                |
| 2016 | Entourage               | Kim Eun-gap   | tvN                |

## Nagrody i nominacje
| Rok  | Nagroda                                          | Kategoria                                                                           | Wynik      |
| ---- | ------------------------------------------------ | ----------------------------------------------------------------------------------- | ---------- |
| 2009 | KBS Drama Awards                                 | Najlepszy aktor drugoplanowy (Sol yakgukjip adeuldeul, Yeolhyeol jangsaggun)        | Nominacja  |
| 2010 | 18. Chunsa Film Art Awards                       | Najlepszy nowy aktor (Bestseller)                                                   | Wygrana    |
| 2011 | 47. Baeksang Arts Awards                         | Najlepszy nowy aktor filmowy (Glove)                                                | Nominacja  |
| 2011 | SBS Drama Awards                                 | Nagroda specjalna; Actor in a Drama Special (Ppuri gipeun namu)                     | Nominacja  |
| 2012 | 21. Buil Film Awards                             | Najlepszy aktor drugoplanowy (Beomjoewaui jeonjaeng: Nappeunnomdeul jeonseongsidae) | Wygrana    |
| 2013 | 49. Baeksang Arts Awards                         | Najlepszy filmowy aktor drugoplanowy (Yonguija X)                                   | Nominacja  |
| 2013 | 34. Blue Dragon Film Awards                      | Najlepszy aktor drugoplanowy (Hwayi: Gwimuleul samkin ahyi)                         | Nominacja  |
| 2014 | 18. Puchon International Fantastic Film Festival | It Star Award (Kkeutkkaji ganda)                                                    | Wygrana    |
| 2014 | 23. Buil Film Awards                             | Najlepszy aktor drugoplanowy (Kkeutkkaji ganda)                                     | Nominacja  |
| 2014 | 51. Grand Bell Awards                            | Najlepszy aktor drugoplanowy (Kkeutkkaji ganda)                                     | Nominacja  |
| 2014 | 35. Blue Dragon Film Awards                      | Najlepszy aktor drugoplanowy (Kkeutkkaji ganda)                                     | Wygrana    |
| 2014 | KBS Drama Awards                                 | Najlepszy aktor drugoplanowy (Taeyangeun gadeukhi)                                  | Nominacja  |
| 2015 | 10. Max Movie Awards                             | Najlepszy aktor drugoplanowy (Kkeutkkaji ganda)                                     | Wygrana    |
| 2015 | 9. Asian Film Awards                             | Najlepszy aktor drugoplanowy (Kkeutkkaji ganda)                                     | Nominacja  |
| 2015 | 51. Baeksang Arts Awards                         | Najlepszy aktor filmowy (Kkeutkkaji ganda)                                          | Wygrana    |
| 2015 | 24. Buil Film Awards                             | Najlepszy aktor drugoplanowy (Amsal)                                                | Nominacja  |
| 2015 | 36. Blue Dragon Film Awards                      | Najlepszy aktor drugoplanowy (Amsal)                                                | Nominacja  |
| 2016 | 52. Baeksang Arts Awards                         | Najlepszy aktor (Signal)                                                            | Nominacja  |
| 2016 | 52. Baeksang Arts Awards                         | Najlepszy aktor drugoplanowy (Zabójstwo)                                            | Nominacja  |
| 2016 | 5. APAN Star Awards                              | Top Excellence Award, Actor in a Miniseries (Signal)                                | Wygrana    |
| 2016 | tvN10 Awards                                     | Grand Prize (Daesang) (Signal)                                                      | Wygrana    |
| 2016 | 1. Asia Artist Awards                            | Nagroda główna (Daesang) (Signal)                                                   | Wygrana    |
| 2017 | 53. Baeksang Arts Awards                         | Najlepszy aktor drugoplanowy, film (Służąca)                                        | Nominowany |